# Ligan
Ligan – najwyższa klasa rozgrywek koszykarskich w Szwecji. Została założona w 1992 pod nazwą Basketligan. W 2006 po podpisaniu umowy z firmą Obol Investment zmieniono nazwę ligi na Obol Basketball League. W 2007 zmieniono nazwę na Ligan. Mistrzostwa Szwecji są rozgrywane nieprzerwanie od 1953 roku, w 1992 przeorganizowano je, tworząc profesjonalną, komercyjną ligę zawodową.

## Zespoły
(sezon 2015/16)
| Zespół               | Miasto     | Hala                  | Poj. hali |
| -------------------- | ---------- | --------------------- | --------- |
| Borås Basket         | Borås      | Boråshallen           | 3000      |
| Jämtland Basket      | Östersund  | Östersunds sporthall  | 1250      |
| LF Basket Norrbotten | Luleå      | ARCUS Arena           | 1700      |
| Malbas               | Malmö      | Heleneholms Sporthall |           |
| Norrköping Dolphins  | Norrköping | Stadium Arena         | 4500      |
| KFUM Nässjö          | Nässjö     |                       |           |
| Sundsvall Dragons    | Sundsvall  | Sporthallen Sundsvall | 2300      |
| Södertälje Kings     | Södertälje | Täljehallen           | 2200      |
| Umeå BSKT            | Umeå       | Umeå Energi Arena     | 1270      |
| Uppsala Basket       | Uppsala    | Fyrishov              | 3000      |
| Eco Örebro           | Örebro     | Idrottshuset          | 2100      |

## Mistrzowie Szwecji
| - 1953-1954 Söder Sztokholm - 1954-1955 Söder Sztokholm - 1955-1956 Söder Sztokholm - 1956-1957 Söder Sztokholm - 1957-1958 SK Riga - 1958-1959 Söder Sztokholm - 1959-1960 Söder Sztokholm - 1960-1961 Söder Sztokholm - 1961-1962 Söder Sztokholm - 1962-1963 Alvik Sztokholm - 1963-1964 Alvik Sztokholm - 1964-1965 Alvik Sztokholm - 1965-1966 Alvik Sztokholm - 1966-1967 Alvik Sztokholm - 1967-1968 Alvik Sztokholm - 1968-1969 IFK Helsingborg - 1969-1970 Alvik Sztokholm - 1970-1971 Alvik Sztokholm - 1971-1972 Alvik Sztokholm - 1972-1973 Solna IF - 1973-1974 Alvik Sztokholm | - 1974-1975 Alvik Sztokholm - 1975-1976 Alvik Sztokholm - 1976-1977 Alvik Sztokholm - 1977-1978 Södertälje - 1978-1979 Alvik Sztokholm - 1979-1980 Hageby (Dolphins) - 1980-1981 Alvik Sztokholm - 1981-1982 Alvik Sztokholm - 1982-1983 Alvik Sztokholm - 1983-1984 Solna IF - 1984-1985 Solna IF - 1985-1986 Alvik Sztokholm - 1986-1987 Södertälje - 1987-1988 Södertälje - 1988-1989 Solna IF - 1989-1990 Södertälje - 1990-1991 Södertälje - 1991-1992 Södertälje - 1992-1993 Sztokholm Capitals - 1993-1994 Kärcher Basket - 1994-1995 Alvik Sztokholm | - 1995-1996 New Wave Sharks - 1996-1997 Plannja Basket - 1997-1998 Norrköping Dolphins - 1998-1999 Plannja Basket - 1999-2000 Plannja Basket - 2000-2001 08 Sztokholm - 2001-2002 Plannja Basket - 2002-2003 Solna Vikings - 2003-2004 Plannja Basket - 2004-2005 Södertälje - 2005-2006 Plannja Basket - 2006-2007 Plannja Basket - 2007-2008 Solna Vikings - 2008-2009 Sundsvall Dragons - 2009-2010 Norrköping Dolphins - 2010-2011 Sundsvall Dragons - 2011-2012 Norrköping Dolphins - 2012-2013 Södertälje - 2013-2014 Södertälje - 2014-2015 Södertälje |

## Finały ligi
| Sezon   | Mistrz                    | Wicemistrz                | Wynik | MVP Finałów   |
| ------- | ------------------------- | ------------------------- | ----- | ------------- |
| 1992–93 | Sztokholm Capitals        | Norrköping Dolphins       | 3–0   | bd            |
| 1993–94 | Kärcher Basket            | Norrköping Dolphins       | 3–0   | bd            |
| 1994–95 | Alvik BK                  | Kärcher Basket            | 3–0   | bd            |
| 1995–96 | New Wave Sharks           | Södertälje Kings          | 3–2   | bd            |
| 1996–97 | Plannja Basket            | M7 Borås                  | 3–1   | bd            |
| 1997–98 | Norrköping Dolphins       | Plannja Basket            | 3–1   | bd            |
| 1998–99 | Plannja Basket            | 08 Sztokholm Human Rights | 3–0   | bd            |
| 1999–00 | Plannja Basket            | M7 Borås                  | 3–1   | bd            |
| 2000–01 | 08 Sztokholm Human Rights | Norrköping Dolphins       | 3–0   | bd            |
| 2001–02 | Plannja Basket            | Södertälje Kings          | 3–2   | bd            |
| 2002–03 | Solna Vikings             | Plannja Basket            | 3–1   | bd            |
| 2003–04 | Plannja Basket            | Norrköping Dolphins       | 4–1   | bd            |
| 2004–05 | Södertälje Kings          | Sundsvall Dragons         | 4–2   | bd            |
| 2005–06 | Plannja Basket            | Solna Vikings             | 4–1   | bd            |
| 2006–07 | Plannja Basket            | 08 Sztokholm Human Rights | 4–2   | bd            |
| 2007–08 | Solna Vikings             | Sundsvall Dragons         | 3–0   | bd            |
| 2008–09 | Sundsvall Dragons         | Solna Vikings             | 4–3   | bd            |
| 2009–10 | Norrköping Dolphins       | Plannja Basket            | 4–1   | bd            |
| 2010–11 | Sundsvall Dragons         | Norrköping Dolphins       | 4–3   | bd            |
| 2011–12 | Norrköping Dolphins       | Södertälje Kings          | 4–2   | bd            |
| 2012–13 | Södertälje Kings          | Sundsvall Dragons         | 4–2   | John Roberson |
| 2013–14 | Södertälje Kings          | Norrköping Dolphins       | 4–3   | Toni Bizaca   |
| 2014-15 | Södertälje Kings          | Uppsala Basket            | 4–1   | John Roberson |

## Medaliści według klubów
| Zespół                                | Mistrzostwa | Wicemistrzostwa | Mistrzowskie lata                        |
| ------------------------------------- | ----------- | --------------- | ---------------------------------------- |
| Plannja Basket (Luleå)                | 7           | 3               | 1997, 1999, 2000, 2002, 2004, 2006, 2007 |
| Södertälje Kings (Södertälje)         | 4           | 3               | 2005, 2013, 2014, 2015                   |
| Norrköping Dolphins (Norrköping)      | 3           | 6               | 1998, 2010, 2012                         |
| Sundsvall Dragons (Sundsvall)         | 2           | 3               | 2009, 2011                               |
| Solna Vikings (Solna)                 | 2           | 2               | 2003, 2008                               |
| 08 Sztokholm Human Rights (Sztokholm) | 1           | 2               | 2001                                     |
| Kärcher Basket (Göteborg)             | 1           | 1               | 1994                                     |
| Sztokholm Capitals (Sztokholm)        | 1           | 0               | 1993                                     |
| Alvik BK (Sztokholm)                  | 1           | 0               | 1995                                     |
| New Wave Sharks (Göteborg)            | 1           | 0               | 1996                                     |
| M7 Borås (Borås)                      | 0           | 2               |                                          |
| Uppsala Basket (Uppsala)              | 0           | 1               |                                          |

## Nagrody

### MVP Sezonu
| Sezon   | Nar.              | Zawodnik            | Zespół              | Przyp. |
| ------- | ----------------- | ------------------- | ------------------- | ------ |
| 2000–01 | Szwecja           | Fred Drains         | Norrköping Dolphins | [ 1 ]  |
| 2001–02 | Szwecja           | Fred Drains (2)     | Norrköping Dolphins | [ 1 ]  |
| 2002–03 | Stany Zjednoczone | Eric Talyor         | Solna Vikings       | [ 1 ]  |
| 2003–04 | Stany Zjednoczone | Gee Gervin          | Norrköping Dolphins | [ 1 ]  |
| 2004–05 | Szwecja           | Fred Drains (3)     | Plannja Basket      | [ 1 ]  |
| 2005–06 | Stany Zjednoczone | Derrick Tarver      | Solna Vikings       | [ 1 ]  |
| 2006–07 | Szwecja           | Fred Drains (4)     | Plannja Basket      | [ 1 ]  |
| 2007–08 | Szwecja           | Joakim Kjellbom     | Sundsvall Dragons   | [ 1 ]  |
| 2008–09 | Szwecja           | Lesli Myrthil       | Solna Vikings       | [ 1 ]  |
| 2009–10 | Szwecja           | Joakim Kjellbom (2) | Norrköping Dolphins | [ 1 ]  |
| 2010–11 | Stany Zjednoczone | Alex Wesby          | Sundsvall Dragons   | [ 2 ]  |
| 2011–12 | Stany Zjednoczone | Johnell Smith       | Södertälje Kings    | [ 3 ]  |
| 2012–13 | Chorwacja         | Toni Bizaca         | Södertälje Kings    | [ 4 ]  |
| 2013–14 | Chorwacja         | Toni Bizaca (2)     | Södertälje Kings    | [ 5 ]  |

### Defensor Roku
| Sezon   | Nar.     | Zawodnik              | Zespół            | Przyp. |
| ------- | -------- | --------------------- | ----------------- | ------ |
| 2011–12 | Szwecja  | Rickard Eriksson      | Uppsala           | [ 6 ]  |
| 2012–13 | Islandia | Hlynur Bæringsson     | Sundsvall Dragons | [ 7 ]  |
| 2013–14 | Islandia | Hlynur Bæringsson (2) | Sundsvall Dragons | [ 8 ]  |

### Debiutant Roku
| Sezon   | Nar.    | Zawodnik           | Zespół        | Przyp. |
| ------- | ------- | ------------------ | ------------- | ------ |
| 2011–12 | Szwecja | Niklas Larsson     | Solna Vikings | [ 6 ]  |
| 2012–13 | Szwecja | Mathias Liljeqvist | KFUM Nassjo   | [ 7 ]  |
| 2013–14 | Szwecja | Mikael Axelsson    | Eco Örebro    | [ 8 ]  |

### Obrońca, Skrzydłowi i Środkowy Roku
| Sezon   |                   | Obrońca Roku     | Obrońca Roku | Obrońca Roku      |               | Skrzydłowy Roku  | Skrzydłowy Roku   | Skrzydłowy Roku |                     | Środkowy Roku | Środkowy Roku | Środkowy Roku | Przyp. |
| Sezon   | Nar.              | Zawodnik         | Zespół       | Nar.              | Zawodnik      | Zespół           | Nar.              | Zawodnik        | Zespół              |               |               |               | Przyp. |
| 2011–12 | Stany Zjednoczone | Omar Krayem      | Borås        | Stany Zjednoczone | Keith Ramsey  | LF Norrbotten    | Stany Zjednoczone | Michael Palm    | Borås               | [ 6 ]         |               |               |        |
| 2012–13 | Stany Zjednoczone | James Miller     | Borås        | Stany Zjednoczone | Kodi Augustus | 08 Sztokholm     | Stany Zjednoczone | Keith Wright    | Uppsala             | [ 7 ]         |               |               |        |
| 2013–14 | Stany Zjednoczone | James Miller (2) | Borås        | Chorwacja         | Toni Bizaca   | Södertälje Kings | Szwecja           | Joakim Kjellbom | Norrköping Dolphins | [ 8 ]         |               |               |        |